# Jacqueline Gareau

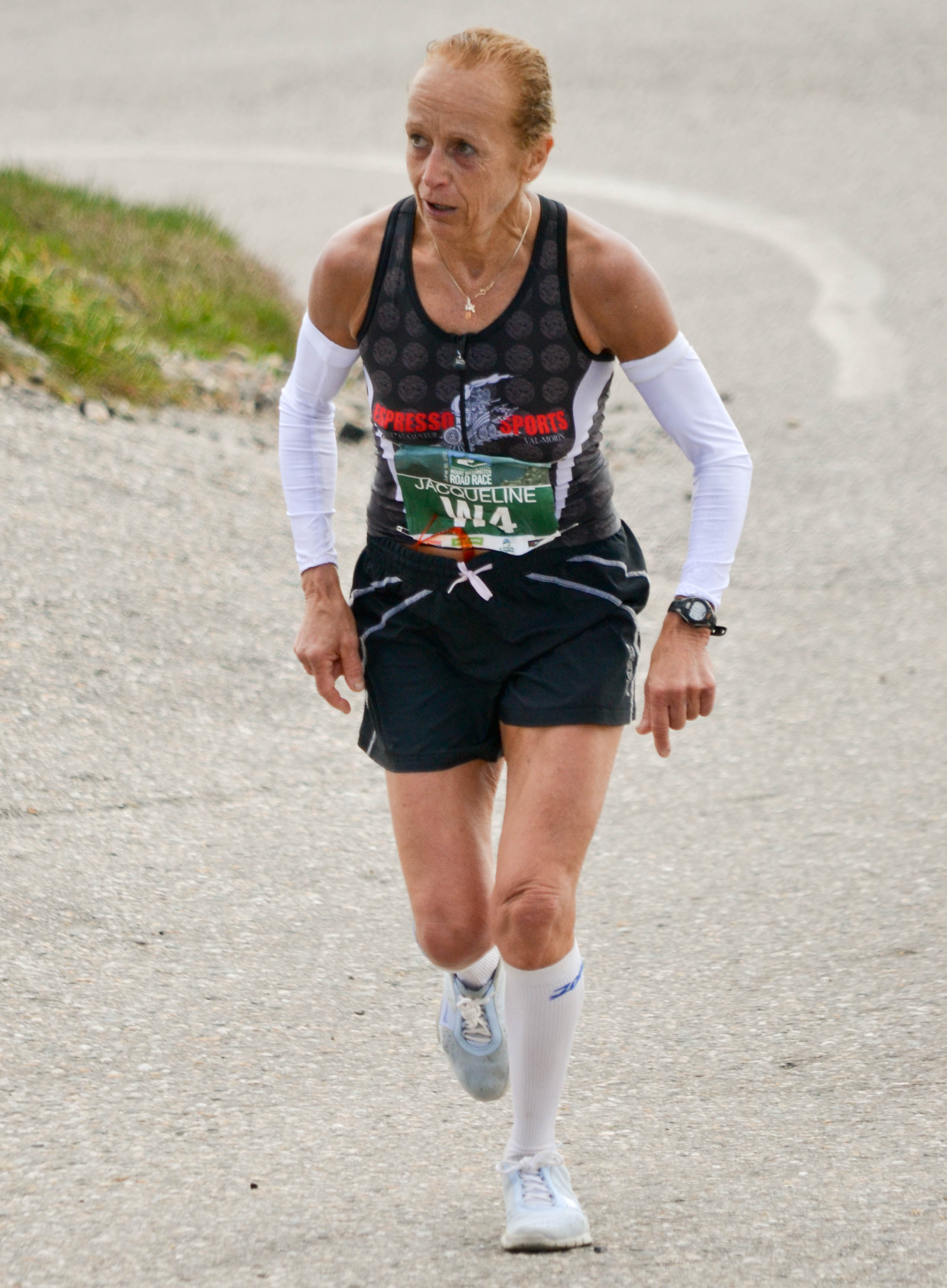
Jacqueline Gareau

Jacqueline Gareau (* 10. März 1953 in L’Annonciation, Rivière-Rouge, Québec) ist eine ehemalige kanadische Marathonläuferin.
1978 gewann sie den Île-d’Orleans-Marathon und den Niagara-Falls-Marathon. Im Jahr darauf siegte sie beim Ottawa-Marathon, beim Montreal-Marathon und wurde Dritte beim New-York-City-Marathon.
1980 siegte sie beim Boston-Marathon. Die Ehrung wurde mit einer Woche Verspätung vorgenommen, da man zunächst die Sportbetrügerin Rosie Ruiz für die Gewinnerin hielt. Im Herbst wurde sie Zweite in Montreal und beim Tokyo International Women’s Marathon.
1981 wurde sie Fünfte in Boston. In der darauffolgenden Saison folgte einem zweiten Platz in Boston ein Sieg beim Freihofer’s Run for Women und ein dritter Platz in Montreal. 1983 wurde sie erneut Zweite in Boston, Fünfte bei den Leichtathletik-Weltmeisterschaften in Helsinki und Zweite in Chicago.
1984 triumphierte sie beim einmal ausgetragenen Los Angeles International Marathon, musste aber bei den Olympischen Spielen in Los Angeles aufgeben. In Chicago wurde sie Achte.
1985 wurde sie Zweite beim Houston-Marathon, Sechste beim Pittsburgh-Marathon, Neunte in New York City und kanadische Meisterin über 10.000 m. 1987 siegte sie erneut in Montreal, 1988 wurde sie Siebte beim London-Marathon.
Dreimal siegte sie beim Mount Washington Road Race (1989, 1994, 1996).
Jacqueline Gareau lebt als Massagetherapeutin in Sainte-Adèle.

## Persönliche Bestzeiten
- 10.000 m: 33:47,94 min, 4. August 1985, Ottawa
- Halbmarathon: 1:13:08 h, 29. Juli 1989, Québec
- Marathon: 2:29:28 h, 18. April 1983, Boston